# Машинский (хутор)
Ма́шинский — хутор в Обливском районе Ростовской области.
Входит в состав Алексеевского сельского поселения.

## Население
| 2010 |
| ---- |
| 150  |

## Улицы
| - ул. Береговая, - пер. Западный, - ул. Заречная, | - ул. Молодёжная, - ул. Производственная, - ул. Центральная. |